# Cotoneaster obovata
Cotoneaster obovata är en rosväxtart som beskrevs av Nathaniel Wallich och Stephen Troyte Dunn. Cotoneaster obovata ingår i släktet oxbär, och familjen rosväxter. Inga underarter finns listade i Catalogue of Life.